# 마우 이 리키
마우 이 리키 (Mau y Ricky) 는 베네수엘라 출신의 형제인 마우와 리키 몬타네르로 구성된 뮤지컬 듀오이다. 2018년에는 라틴 그래미상 최우수 신인 아티스트 및 올해의 노래 후보에 올랐다. 이 듀오는 2011년부터 2015년까지 스스로를 MR 이라고 불렀다.

## 그룹 역사
Mauricio Alberto (마우리시오 알베르토)와 Ricardo Andrés Montaner (리카르도 안드레스 몬타네르)는 베네수엘라 카라카스 에서 아르헨티나 태생의 베네수엘라 싱어송라이터 리카르도 몬타네르와 감독 마를렌 로드리게스 사이에서 태어났다. 그들은 7살과 10살까지 카라카스에 머물렀다가 플로리다 주 마이애미 로 이사했다. 그들은 자매 에발루나 몬타네르 와 아버지의 첫 결혼에서 나온 두 명의 이복형 알레한드로 마누엘과 헥터 에두아르도가 있다. 마우와 리키는 이중 언어를구사하며 영어 와 스페인어를 구사한다. 그들은 각각 4살과 6살 때부터 음악 공부를 시작했다.

### 직업
마우 이 리키는 공동 창립한 밴드의 교회에서 매주 연주하면서 음악 경력을 시작했다. 마우 이 리키는 탈리아, 레슬리 그레이스, 미겔 보세, 디에고 보네타, 크리스티안 카스트로 및 에드니타 나자리오를 포함한 가수들을 위해 노래를 작곡했다. Mau는 리키 마틴 이 말루마 와 함께 부른 싱글 "Vente pa' ca" 의 작가 중 한 명이었다. 2018년 4월 Karol G가 피쳐링한 그들의 노래 Mi mala는 Hot Latin Songs 에서 44위를 기록했다. Premio Lo Nuestro 2018에서 마우 이 리키는 아버지 리카르도 몬타네르와 함께 "Será e Tan Enamorados"를 공연했다.

## 음반

### 스튜디오 앨범
- 2019 – Para aventuras y curiosidades
- 2020 – Rifresh

### 싱글
- 2011 – Hoy
- 2013 – Preguntas
- 2014 – Iré tras de ti
- 2016 – Voy que quemo
- 2016 – Para olvidarte
- 2017 – Mi mala
- 2018 – Mi Mala(리믹스) (카롤 G feat. 베키 G, 레슬리 그레이스 및 랄리 포함)
- 2018 – Bailoteame (Agustín Casanova 및 Abraham Mateo 와 함께)
- 2018 – 22
- 2018 – Desconocidos (카밀로 및 마누엘 투리조 와 함께)
- 2018 – Ya no tener novio (세바스티안 야트라 와 함께)
- 2019 – La boca (카밀로와 함께)
- 2019 – Perdoname
- 2019 – Bota Fuego (니키 잼 과 함께)
- 2020 – Recuerdo (티니 와 함께)

## 메모
1. ↑   http://www.miaminewtimes.com/music/mau-y-ricky-live-up-to-father-ricardo-montaners-legacy-with-new-ep-arte-9349615. |제목=이(가) 없거나 비었음 (도움말)
2. ↑   http://peopleenespanol.com/article/conoce-mau-y-ricky-los-hijos-de-ricardo-montaner/. |제목=이(가) 없거나 비었음 (도움말)
3. ↑   https://www.billboard.com/articles/columns/latin/7340697/mau-y-ricky-voy-que-quomo-arte-interview. |제목=이(가) 없거나 비었음 (도움말)
4. ↑   https://www.billboard.com/artist/mau-y-ricky/chart-history/latin-songs/song/1049984. |제목=이(가) 없거나 비었음 (도움말)
5. ↑   https://www.latintimes.com/ricardo-montaner-performs-greatest-hits-children-mau-y-ricky-evaluna-premio-lo-432523. |제목=이(가) 없거나 비었음 (도움말)